# Uniforme da Juventude Hitlerista

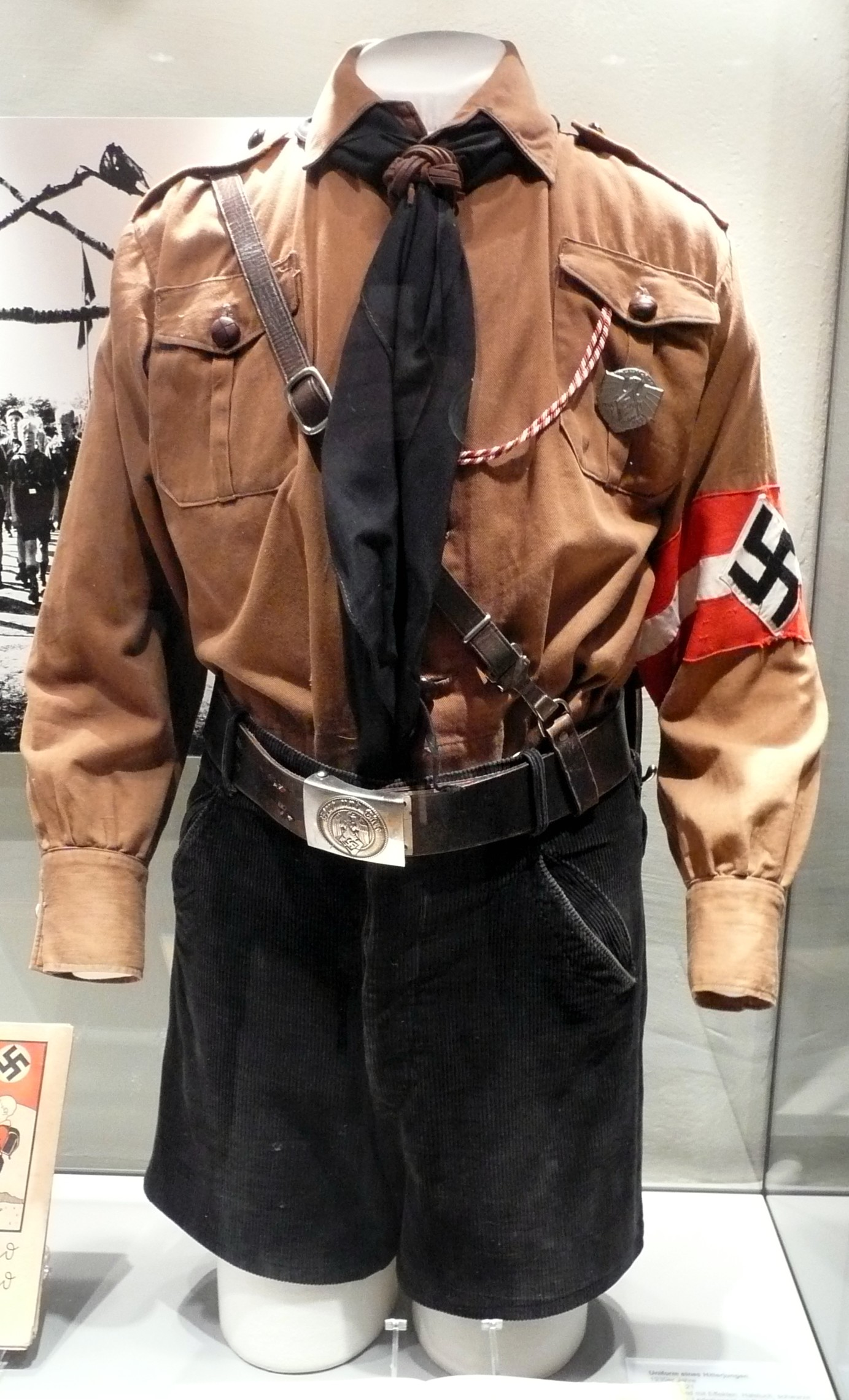
Uniforme da Juventude Hitlerista. Foto do acervo pertencente ao Museu Estadual de Oldenburg de Arte e História Cultural.

O uniforme da Juventude Hitlerista foi uma veste elaborada para diferenciar os jovens dessa instituição das outras forças alemãs, como a Waffen-SS, no período durante e pré-Segunda Guerra Mundial. Apesar de ter várias versões, cada uma usada para um tipo de atividade específica, a mais famosa é a das jaquetas marrons e shorts pretos, apresentada por volta de 1933.

## Uniforme

### Design
Originalmente, a Juventude Hitlerista era o destacamento de jovens da Sturmabteilung (SA) e usava o mesmo uniforme, como parte do início de um movimento juvenil distinto. Foi Kurt Gruber quem apresentou o primeiro uniforme da Juventude Hitlerista com camisa marrom e braçadeira com suástica. Quando os nazistas chegaram ao poder em 1933, os uniformes se tornaram padronizados. Os meninos continuaram a usar a braçadeira com a suástica junto com chapéus e camisas marrons, um lenço preto no pescoço e bermuda, uma jaqueta marrom com quatro bolsos, um cinto, meias brancas ou cinza e sapatos de marcha. O uniforme também contava com um woggle do movimento e um distintivo de cerâmica.
Ao ensaiar por meio das roupas a ‘formação do gosto nacional-socialista’, os nazistas exerceram sua influência na moda. A moda estava a serviço do Terceiro Reich como um elemento de união nacional entre os que usavam uniforme, enquanto as estrelas de David, recortadas em tecidos, eram usadas pelos nazistas para identificar, isolar e perseguir judeus.
A jaqueta tinha as mangas compridas e era feita em jeans marrom, apresentando uma gola pontuda e punhos franceses. A abertura frontal conta com 5 casas de botão acabadas e 5 botões de haste de plástico marrom texturizados com anéis de metal presos no interior, havendo ainda 2 bolsos de fole grande com cantos angulares e uma aba superior com 1 botão de haste de plástico marrom escuro. Há uma alça de cinto nas costas e as laterais são divididas no cós, que tem 5 ganchos de metal dourados texturizados na parte inferior para manter a camisa no lugar, ao passo que o cós e a parte superior das costas são forrados com tecido não branco. Dragonas de pano preto costuradas à mão nos ombros e presas com botões circulares de metal prateado com brilhantes.
Por fim, dois remendos de pano da Juventude Hitlerista e uma braçadeira são costurados à mão na manga esquerda: um triângulo marrom escuro com os dizeres Süd Franken, uma braçadeira vermelha e branca com uma suástica preta e um círculo rosa com uma roda de cetim. Toda essa composição permite que o uniforme seja vestido fácil e rapidamente, possuindo ainda praticidade, conforto e durabilidade — fora uma boa aparência, mesmo com as intensas atividades do grupo.
A bermuda, ora em jeans ora em cotelê, ostenta as mesmas qualidades da peça superior. Apesar do tecido cotelê ser mais rígido do que o veludo tradicional, ele possui um pouco de elastano em sua composição e proporciona um toque confortável que não impede a liberdade dos movimentos, possibilitando a confecção de peças ergonômicas, elegantes e baratas.
As meias ¾ brancas ou cinzas serviam como uma proteção para os joelhos e canelas contra mosquitos e outros insetos ou arranhões leves. Já os acessórios como cintos, broches, distintivos e insígnias eram usados como símbolos de autoridade, reconhecimento de feitos notórios, identificação da HJ e demonstração de orgulho da organização.

### Tecnologias têxteis e fabricação
As peças do traje final, mesmo tendo seu design atribuído a marca Hugo Boss, como acontece com outras fardas usadas pelas forças nazifascistas, foram desenhadas pelo artista e oficial da Schutzstaffel (SS) Karl Diebitsch, junto ao designer gráfico Walter Heck. O que a empresa realizava, ao que tudo indica, era apenas a produção indumentária.

Instaurada em 1929, a crise econômica global causou diversos prejuízos para a indústria têxtil na Alemanha e fez com que a fábrica de Boss quase falisse. A produção alemã, voltada para a indústria armamentista, fez com que outros segmentos sofressem com a escassez de mão de obra e matéria-prima. Contudo, em 1933 o setor indumentário começou a se recuperar lentamente, mesmo diante de algumas restrições impostas pelo governo que incluíam limitações à exportação e a inserção obrigatória de fibras sintéticas no que era produzido. Ao longo da guerra, a fabricação de roupas em geral foi bastante reduzida em função do aumento na produção de uniformes e roupas de trabalho, pois estes eram os únicos produtos possíveis de serem confeccionados sem limitações.

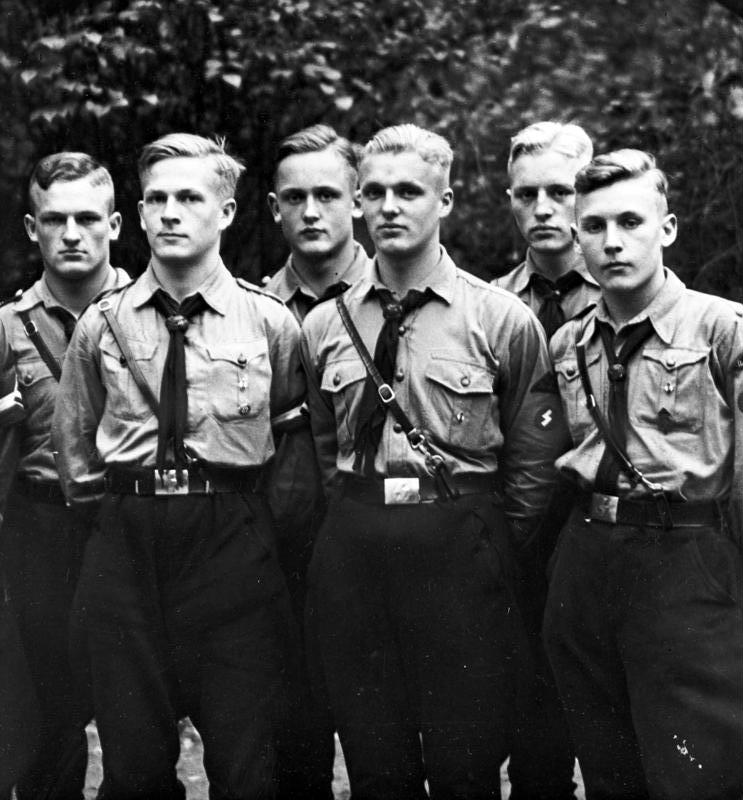
Membros da Juventude Hitlerista escolhidos pelo Gabinete de Política Racial do NSDAP.

Após a filiação de Hugo Boss ao NSDAP, sua companhia foi declarada como um importante empreendimento militar e tornou-se fornecedora regular da SA, SS e Juventude Hitlerista para produzir seus uniformes, chegando a faturar 1.000.000 de Reichsmark (cerca de US$ 400.000 na época) somente em 1940. Sua produção envolvia mão de obra escravizada, incluindo mulheres e até prisioneiros de guerra franceses e poloneses. Aproximadamente 140 trabalhadores foram submetidos a condições de trabalho insalubres e passavam fome, onde a própria Gestapo colaborou para o recrutamento deles.
Frente a isso, o mercado têxtil para a população civil sofria com a falta de tecidos, já que grande parte das roupas para o restante do povo alemão era feita com retalhos. As tendências internacionais marcaram em parte o desenho da moda local, mas isso ia de encontro com as limitações de materiais —  o que gerou inovações em modelagem. Com as fábricas de uniformes militares funcionando a todo vapor, a Hugo Boss ficou conhecida como a “alfaiataria de Hitler”. É, portanto, inegável a importância de tais questões políticas para o surgimento de uma marca de roupas de grife em um período de guerra, por mais que, na época, ela ainda não fosse considerada uma empresa de moda tampouco tivesse sido de grande porte.
Não há fontes que comprovam que o empreendimento de Boss ocupou qualquer posição de liderança no mercado têxtil, nem que envolvia-se na elaboração dos desenhos dos uniformes. O que se sabe é que, apesar da racionalização da manufatura durante a guerra, sua fábrica recebeu grandes encomendas de uniformes pelo exército e pode se recuperar da Grande Depressão, além de ter conseguido produzir outros itens que não são apenas de moda militar.
Em 2011, a empresa, cujos CEOs já não tinham mais ligação sanguínea com o seu fundador, financiou uma auditoria externa que resultou no livro ‘Hugo Boss, 1924-1945 – Uma Fábrica de Roupas entre a República de Weimar e o Terceiro Reich’, do pesquisador Roman Köster. A obra denunciou as condições de trabalho durante as produções dos uniformes e as intenções abertamente nazistas do fundador da marca. Em seguida, a companhia anunciou seu pronunciamento oficial de desculpas a todas as vítimas e pessoas ofendidas com seu passado.[carece de fontes?]

### Função

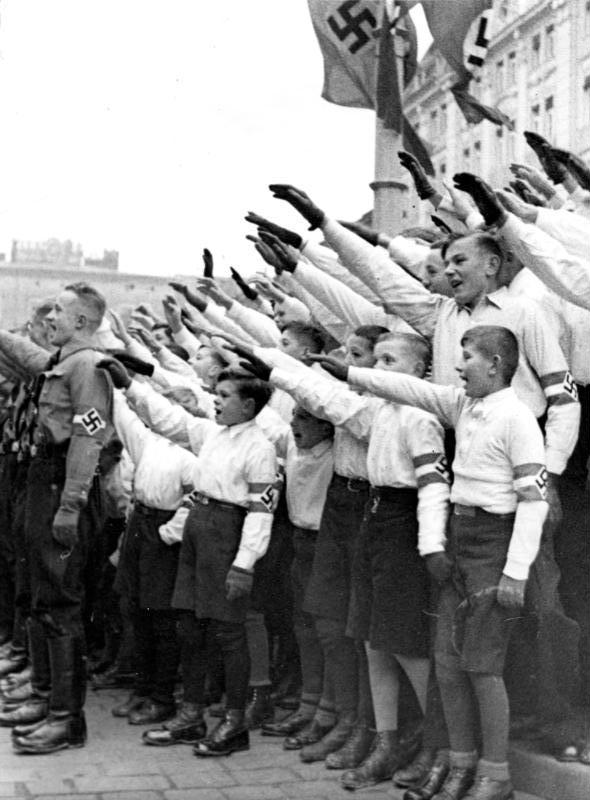
Adolescentes da Juventude Hitlerista saudando o Ministro do Interior do Terceiro Reich, Wilhelm Frick, em Poznań.

A moda possui um importante papel nos padrões de comportamento coletivos, em que grupos de influência podem agir sobre determinados indivíduos e impor mais do que uma forma de se vestir, mas um estilo de vida. A necessidade de pertencimento gera autoestima e promove não somente um compartilhamento de preferências ou gostos estéticos como também de valores e ideias. Uniformes militares têm como objetivo padronizar e unificar um grupo de pessoas, demonstrando seu respeito e amor pela instituição — neste caso, as forças armadas —, ao passo que evidencia organização como estratégia para amedrontar inimigos. A relação dos uniformes esteticamente bem elaborados cria uma boa imagem ao partido e provoca uma sensação de pertencimento, patriotismo e orgulho. Tudo isso tornou-se essencial para a inflamação dos ideais nazistas, em especial para fomentar uma juventude que começa a se sentir imbatível e importante politicamente.
Considerando os importantes tópicos sobre a relação moda-grupos, entende-se o peso político e social do uso de uniformes. Na Alemanha Nazista, a imposição destas vestimentas às crianças e adolescentes alemãs colaborou para que a juventude apoiasse ideais pró-militarismo, pró-autoritarismo e pró-nazifascismo. Isso porque retirar o pensamento individual de uma geração que ainda está desenvolvendo suas visões e opiniões garante o cumprimento às cegas das ordens do governo e evita qualquer rebelião interna que pudesse enfraquecer o regime. Logo, os jovens da HJ, quando chegavam às forças de trabalho ou à Wehrmacht, eram mais leais ao partido e ao exército do que a qualquer outra instituição existente.
Devido a intensa exposição de crianças e adolescentes à propaganda nazista, as fardas tornaram-se um objeto de admiração, fortalecendo a proatividade do exército infantil para as atividades da guerra. Dentro da HJ, as vestimentas ainda tinham a função de ocultar as diferenças sociais de seus membros e uni-los como iguais.

## Contexto político-histórico
Com o fim da Primeira Guerra Mundial, o Tratado de Versalhes (1919) impôs em seus termos que a Alemanha, além de se responsabilizar completamente por gerar o conflito, reparasse financeiramente as nações da Tríplice Entente. Desta forma, o governo alemão perdeu parte de seu território para países vizinhos e suas colônias africanas, tal qual foi submetido a uma restrição do tamanho do seu exército e precisou desembolsar um alto valor de indenização pelos prejuízos da guerra.

Diante deste contexto, a Alemanha enfrentou problemas econômicos severos, como hiperinflação e altíssimas taxas de fome e desemprego, agravados ainda pela crise de 1929 nos Estados Unidos. Assim, propondo a rejeição dos termos do Tratado de Versalhes, o antissemitismo radical, o antibolchevismo, a formação de uma sociedade pela raça e um governo central forte, ascende o Partido Nacional-Socialista dos Trabalhadores Alemães (NSDAP), mais conhecido como Partido Nazista. Sob a promessa de fortalecer a economia e gerar empregos, muitos acreditaram que o NSDAP era capaz de restituir a ordem e melhorar a reputação externa da Alemanha, e então fizeram dele o maior partido no Reichstag após a eleição federal de 1932. Consolidado, portanto, em meio as crises sociais e financeiras do país, o Partido Nazista foi uma organização de extrema-direita cuja ideologia defendia valores como eugenia, pangermanismo, a busca pelo Lebensraum, expansionismo territorial e higiene racial.

Bandeira da Juventude Hitlerista

A partir da década de 1920, o Partido Nazista concentrou suas atividades junto aos jovens alemães como público alvo de sua propaganda. As mensagens enfatizavam que o Partido era um movimento jovem: dinâmico, resistente, olhando para o futuro e cheio de esperanças. Partindo disso, a Juventude Hitlerista (em alemão, Hitlerjugend, abreviado HJ) foi uma instituição destinada aos jovens alemães de 6 a 18 anos que deveriam ser treinados para aderirem aos interesses nazistas enquanto o Terceiro Reich estava no poder. Organizado em milícias paramilitares, o grupo existiu oficialmente entre 1922 e 1945, chegando a reunir mais de 7,7 milhões de jovens em 1938. Sendo o seu ingresso obrigatório a todos os alemães do sexo masculino com 14 anos, a Juventude Hitlerista os submetia a uma disciplina semimilitar e aos princípios nazistas. O movimento foi uma estratégia de doutrinação ideológica de adolescentes e atuava paralelamente a Liga das Moças Alemãs. Ambos, unidos, preparavam os meninos para a guerra e as meninas para procriarem e assumirem atividades domésticas.